# Suctobelbella
Suctobelbella är ett släkte av kvalster som beskrevs av Arthur P. Jacot 1937. Suctobelbella ingår i familjen Suctobelbidae.

## Dottertaxa tillSuctobelbella, i alfabetisk ordning[1][2]
- Suctobelbella acuta
- Suctobelbella acutidens
- Suctobelbella acutissima
- Suctobelbella acutodentata
- Suctobelbella affinis
- Suctobelbella alloenasuta
- Suctobelbella alpina
- Suctobelbella amurica
- Suctobelbella ancorhina
- Suctobelbella andrassyi
- Suctobelbella angulata
- Suctobelbella aokii
- Suctobelbella arcana
- Suctobelbella arcuata
- Suctobelbella armata
- Suctobelbella asinus
- Suctobelbella baculifera
- Suctobelbella baliensis
- Suctobelbella baloghi
- Suctobelbella biangulata
- Suctobelbella biarcuata
- Suctobelbella bifoveolata
- Suctobelbella bivittata
- Suctobelbella bullocki
- Suctobelbella carcharodon
- Suctobelbella carinata
- Suctobelbella chabarica
- Suctobelbella chitralensis
- Suctobelbella clavata
- Suctobelbella claviseta
- Suctobelbella complexa
- Suctobelbella conica
- Suctobelbella cornigera
- Suctobelbella cornuta
- Suctobelbella crispirhina
- Suctobelbella crisposetosa
- Suctobelbella dargoltsiana
- Suctobelbella decorata
- Suctobelbella delessei
- Suctobelbella delicata
- Suctobelbella dispersosetosa
- Suctobelbella diversosetosa
- Suctobelbella duplex
- Suctobelbella elegantissima
- Suctobelbella elegantula
- Suctobelbella finlayi
- Suctobelbella flabella
- Suctobelbella flabellifera
- Suctobelbella flagellata
- Suctobelbella flagellifera
- Suctobelbella foliosa
- Suctobelbella forsslundi
- Suctobelbella frondosa
- Suctobelbella frothinghami
- Suctobelbella geometrica
- Suctobelbella granifera
- Suctobelbella hamata
- Suctobelbella hamifera
- Suctobelbella hammerae
- Suctobelbella harteni
- Suctobelbella hastata
- Suctobelbella hokkaidoensis
- Suctobelbella horrida
- Suctobelbella hurshi
- Suctobelbella ibarakiensis
- Suctobelbella insulana
- Suctobelbella italica
- Suctobelbella kaliurangensis
- Suctobelbella kantoensis
- Suctobelbella kurilica
- Suctobelbella laevis
- Suctobelbella laiae
- Suctobelbella lata
- Suctobelbella latipectoralis
- Suctobelbella latirostris
- Suctobelbella latodentata
- Suctobelbella lienhardi
- Suctobelbella lineata
- Suctobelbella loksai
- Suctobelbella longiclava
- Suctobelbella longicurva
- Suctobelbella longicuspis
- Suctobelbella longidentata
- Suctobelbella longirostris
- Suctobelbella longisensillata
- Suctobelbella longisetosa
- Suctobelbella macrodentata
- Suctobelbella macroseta
- Suctobelbella magnicava
- Suctobelbella magnifera
- Suctobelbella magnodentata
- Suctobelbella margarita
- Suctobelbella medialis
- Suctobelbella memorabilis
- Suctobelbella meridionalis
- Suctobelbella messneri
- Suctobelbella microdentata
- Suctobelbella minor
- Suctobelbella mirabilis
- Suctobelbella moritzi
- Suctobelbella multiplumosa
- Suctobelbella multituberculata
- Suctobelbella muronokiensis
- Suctobelbella naranensis
- Suctobelbella nasalis
- Suctobelbella nayoroensis
- Suctobelbella neonominata
- Suctobelbella nitida
- Suctobelbella opistodentata
- Suctobelbella ornata
- Suctobelbella ornatissima
- Suctobelbella palustris
- Suctobelbella papuana
- Suctobelbella paracutidens
- Suctobelbella parallelodentata
- Suctobelbella parapinnata
- Suctobelbella parva
- Suctobelbella penicillata
- Suctobelbella peracuta
- Suctobelbella perarmata
- Suctobelbella perdentata
- Suctobelbella perforata
- Suctobelbella pilifera
- Suctobelbella pinnigera
- Suctobelbella plicata
- Suctobelbella plumata
- Suctobelbella plumosa
- Suctobelbella ponticula
- Suctobelbella praeoccupata
- Suctobelbella prominens
- Suctobelbella pseudornata
- Suctobelbella pseudornatissima
- Suctobelbella pulchra
- Suctobelbella pumila
- Suctobelbella quadrata
- Suctobelbella quinquedentata
- Suctobelbella ramosa
- Suctobelbella reticulata
- Suctobelbella reticulatoides
- Suctobelbella roigi
- Suctobelbella rotunda
- Suctobelbella ruzsinszkyi
- Suctobelbella sabahensis
- Suctobelbella sarekensis
- Suctobelbella scrofa
- Suctobelbella semidentata
- Suctobelbella semiplumosa
- Suctobelbella separata
- Suctobelbella serratirostrum
- Suctobelbella setosa
- Suctobelbella setosoclavata
- Suctobelbella sexdentata
- Suctobelbella sexsetosa
- Suctobelbella shironeseta
- Suctobelbella sicilifera
- Suctobelbella similidentata
- Suctobelbella similis
- Suctobelbella singularis
- Suctobelbella sinica
- Suctobelbella sinuata
- Suctobelbella solita
- Suctobelbella spiculigera
- Suctobelbella spirochaeta
- Suctobelbella squamiseta
- Suctobelbella subcornigera
- Suctobelbella subtrigona
- Suctobelbella tamurai
- Suctobelbella tatarica
- Suctobelbella toeglyesii
- Suctobelbella tohokuensis
- Suctobelbella trichosa
- Suctobelbella tricornuta
- Suctobelbella tschabovskyi
- Suctobelbella tuberculata
- Suctobelbella tuberosa
- Suctobelbella tumida
- Suctobelbella variabilis
- Suctobelbella variosetosa
- Suctobelbella vera
- Suctobelbella verrucosa
- Suctobelbella womersleyi
- Suctobelbella yezoensis